# プラケリアス
プラケリアス (Placerias) は、中生代後期三畳紀ノーリアン期の2億2,100万 - 2億1,000万年前に生息していた草食単弓類（旧「哺乳類型爬虫類」）の絶滅した属。単弓綱・獣弓目・異歯亜目・ディキノドン下目に属する。カンネメエリア科の最後期のメンバーの一つであり、彼らが絶滅したことでディキノドン類は事実上、姿を消している。

## 形態

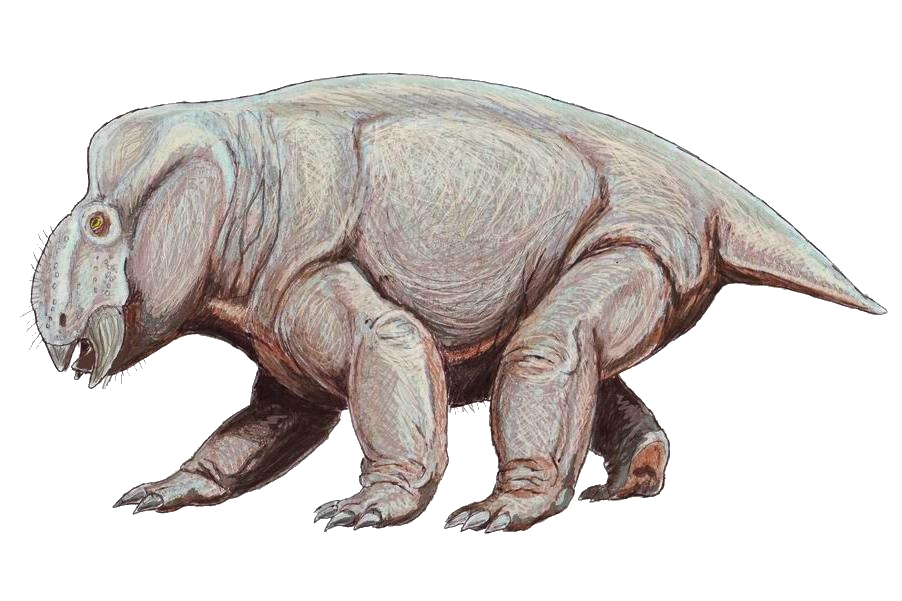
P. hesternus プラケリアス・ヘステルヌス

最大で全長約3.5m、体重は1tを超すとされる。首や四肢は頑丈であり、胴体は樽型であった。ディキノドン類の特徴の一つとして発達した牙が挙げられるが、この属では上顎犬歯が縮小した代わりに顎骨が前下方へと突出、置き換わっている。カンネメエリア科全体に顎骨が突出する傾向があったが、犬歯と置き換わったのはこの属のみである。しかし、何故こういった進化が起きたのかは不明である。

## 生態
化石が川や湖であった場所から多く発見されていることから、氾濫原に生息し、現生のカバなどと同様の半水生の生物であったとされるが、本種を含むディキノドン類の骨格は頑強かつ陸棲適応度が強いため、こういった半水棲説には異論も唱えられている。仮に半水棲なのであれば、そういった習性はポストスクスなど陸生の捕食者から身を守るためであった可能性もある。ただし、頑丈な身体と重い体重、そして鋭い牙状の突起や嘴をもってすれば、大型ディキノドン類もそういった捕食動物を撃退できた可能性がある。実際、1992年の恐竜展の図録には、「ディキノドン類に噛み殺されたと思しき肉食爬虫類の化石が見つかっている。」との記述がある。
それでも大概の植物食動物がそうであるように、プラケリアスも共存した肉食動物によって食べ荒らされたとみられる痕跡が残っているため、時として捕食者の餌食になっていた事も分かっている。
おそらく食物は若い葉や芽など。また、牙の摩耗状態から、これを使って根や根茎などを掘り出して食べていたとされる。他のディキノドン類同様多数の化石が固まって発見されている事から、おそらくは群れで生活していたと推定されている。2013年にはディキノドン類の“共同トイレ”とされる糞化石が見つかり、本種にも一定の社会性があった可能性がある。

## 分布
北アメリカ大陸でのみ化石が発見されている。模式種 P. hesternus はアリゾナ州リトルコロラド川で発見された上腕骨を元に記載されている。その後、カリフォルニア大学バークレー校のチャールズ・L・キャンプ (Charles LewisCamp) とサミュエル・ポール・ウェルズ (Samuel Paul Welles) により、同川流域アリゾナ州セント・ジョーンズ近くの堆積岩中から、旱魃時に死んだと推定されるP・ギガス (P.  gigas) の40体以上もの化石が発見されている。